# Bill Brown (Komponist)

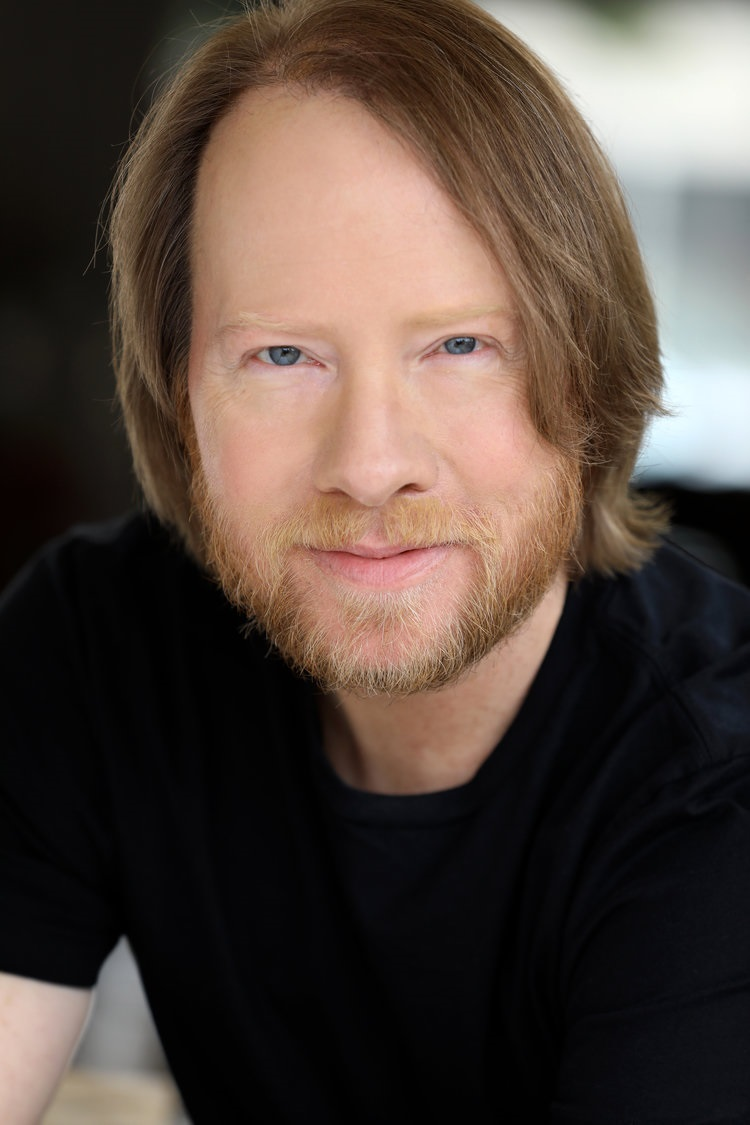
Bill Brown

Bill Brown (* 1969 in San Diego, Kalifornien) ist ein US-amerikanischer Komponist.

## Leben
Bill Brown wuchs sowohl an der Ost- wie auch Westküste auf. Er machte im August 1991 seinen Bachelor of Arts im Bereich Filmmusik und Komposition am Berklee College of Music in Boston, Massachusetts, nachdem er 10 Jahre in Lake Hopatcong, New Jersey gelebt hatte. Im August 2003 erhielt Brown den Master-Grad an der University of Santa Monica.
1991 zog er nach New York City und schrieb Musik für verschiedene Werbespots, komponierte und produzierte Titelmusiken für ABC's Wide World of Sports und Musik für Bertelsmann Music Group's Killer Tracks Bibliotheken.
Von 1997 bis 2004 war Bill Brown der Director of Music bei Soundelux DMG in Hollywood.
2005 gründete Brown seine eigene Firma: Bill Brown Music Inc. Momentan lebt er in Los Angeles und wird von First Artists Management vertreten.

## Filmmusik (Auszug)
- 2009 The Devil’s Tomb
- 2004 Evil Deeds
- 2004 Lady Death
- 2004 CSI: NY
- 2002 Scorcher
- 2001 Ali
- 2001 Behind Enemy Lines: The Making of 'Return to Castle Wolfenstein'
- 2001 Trapped
- 2000 Forrester – Gefunden! (Finding Forrester)
- 1999 An jedem verdammten Sonntag (Any given Sunday)
- 1999 War of the Angels
- 1997 Lost Highway

## Spielesoundtracks (Auszug)
- 2009 Wolfenstein
- 2007 Enemy Territory: Quake Wars
- 2005 The Incredible Hulk: Ultimate Destruction
- 2004 Der Herr der Ringe: Die Schlacht um Mittelerde (The Lord of the Rings: The Battle for Middle-Earth)
- 2004 Tom Clancy's Ghost Recon: Jungle Storm
- 2003 Command & Conquer: Generäle – Die Stunde Null (Command & Conquer: Generals Zero Hour)
- 2003 Tom Clancy’s Rainbow Six 3: Raven Shield
- 2003 Command & Conquer: Generäle (Command & Conquer: Generals)
- 2003 Lineage II: The Chaotic Chronicle
- 2003 Wolfenstein: Enemy Territory
- 2002 Tom Clancy's Ghost Recon: Island Thunder
- 2002 Der Anschlag (The Sum of All Fears)
- 2001 Tom Clancy's Rogue Spear: Black Thorn
- 2001 Return to Castle Wolfenstein
- 2001 Anachronox
- 2001 Clive Barker's Undying
- 2001 Anne McCaffrey’s Freedom: First Resistance
- 2001 Tom Clancy’s Ghost Recon
- 2000 Shadow Watch
- 1999 Tom Clancy’s Rainbow Six: Rogue Spear
- 1999 Quake III Arena
- 1999 Xena – Die Kriegerprinzessin: Warrior Princess
- 1998 Tom Clancy’s Rainbow Six
- 1998 Quake II
- 1998 Trespasser